# Stolperstein in Neckarsulm
Der Stolperstein in Neckarsulm ist der Jüdin Amalie Bodenheimer gewidmet, er liegt in der Stadt Neckarsulm im Landkreis Heilbronn in Baden-Württemberg. Stolpersteine werden vom Kölner Künstler Gunter Demnig in weiten Teilen Europas verlegt. Sie erinnern an das Schicksal der Menschen, die von den Nationalsozialisten ermordet, deportiert, vertrieben oder in den Suizid getrieben wurden und liegen im Regelfall vor dem letzten selbstgewählten Wohnsitz des Opfers.
Der bislang einzige Stolperstein in Neckarsulm wurde am 16. April 2012 vom Künstler persönlich verlegt.

## Stolperstein
| Stolperstein | Inschrift                                                                                           | Verlegeort         | Name, Leben |
| ------------ | --------------------------------------------------------------------------------------------------- | ------------------ | --- |
|              | HIER WOHNTE AMALIE BODENHEIMER JG. 1875 DEPORTIERT 1942 THERESIENSTADT ERMORDET 29.9.1942 TREBLINKA | Wilhelmstraße 14 · | Amalie Bodenheimer wurde am 21. Dezember 1875 in Neckarsulm geboren. Sie wurde am 23. August 1942 mit Transport XIII/1 von Stuttgart nach Theresienstadt deportiert. Ihre Deportationsnummer war die 647. In Theresienstadt war sie etwas mehr als einen Monat inhaftiert. Sie wurde am 29. September 1942 mit Transport Bs in das Vernichtungslager Treblinka überstellt. Ihre Deportationsnummer auf diesem Transport war 1.858. In Treblinka wurde sie unmittelbar nach der Ankunft in einer Gaskammer ermordet. Von den 2.001 jüdischen Frauen, Männern und Kindern, die mit diesem Transport nach Treblinka gebracht wurden, überlebte niemand. |

## Verlegung
- 16. April 2012